# Anna Szanecka
Anna Szanecka z domu Olszewicz (ur. 7 marca 1920 w Warszawie, zm. 12 listopada 2009 w Siemianowicach Śląskich) – polska nauczycielka i przewodniczka turystyczna, instruktorka i działaczka oświatowa, honorowa obywatelka Siemianowic Śląskich. 

## Życiorys
Jej matką była Józefa z domu Oderfeld, która pochodziła z rodziny warszawskiego adwokata (została sportretowana przez Józefa Pankiewicza na obrazach pt. Dziewczynka w czerwonej sukience oraz Portret dziewczynki w czerwonej sukience, a także przez Władysława Podkowińskiego na niedokończonym obrazie pt. Portret dziewczynki w białej bluzce). Jej ojciec, Wacław Olszewicz, był naczelnikiem Wydziału Ekonomicznego Ministerstwa Spraw Zagranicznych, założycielem Biblioteki Miasta Stołecznego Warszawy oraz pracownikiem lwowskiego Wydawnictwa Ossolineum. Jej rodzice podróżowali po Polsce i innych krajach Europy, a ojciec interesował się Śląskiem, więc tamże zamieszkali. Uczyła się w żeńskim gimnazjum im. Marii Konopnickiej w Siemianowicach Śląskich do 1935 roku, a po jego rozwiązaniu zdała egzamin dojrzałości w Katowicach w 1937 roku. Następnie kształciła się w Wyższym Studium Nauk Społeczno-Gospodarczych w Katowicach.
Po ślubie z Romanem Szaneckim Anna przeprowadziła się z Krakowa do Siemianowic Śląskich, miała troje dzieci (m.in. syna Tadeusza).
Po ukończeniu kursu organizatorów turystyki oraz kursu przewodników po Górnośląskim Okręgu Przemysłowym pracowała w katowickiej sekcji Polskiego Towarzystwa Turystyczno-Krajoznawczego. Była zatrudniona jako nauczycielka języka francuskiego w I Liceum Ogólnokształcącym im. Jana Śniadeckiego w Siemianowicach Śląskich, uczyła języka łacińskiego w siemianowickim Liceum Medycznym. Pracowała w Młodzieżowym Domu Kultury im. Henryka Jordana w Siemianowicach Śląskich, założyła tamże zespół turystyczny w 1964 lub 1965 roku. Pracowała tamże jako instruktor ds. turystyki. Organizowała wyjazdy turystyczne i sportowe dla młodzieży, od 1986 roku także poza granice Polski. W 1992 roku otrzymała honorowe obywatelstwo Siemianowic Śląskich w dowód uznania za pełną zaangażowania i oddania pracę z młodzieżą, niebanalny i twórczy sposób prowadzenia imprez turystyczno-krajoznawczych oraz znaczny wkład w rozwój kultury miasta (zob. honorowi obywatele Siemianowic Śląskich). Przyczyniła się do budowy pomnika Wojciecha Korfantego w Siemianowicach Śląskich oraz nadania ulicy w tymże mieście jego imienia. 
Została pochowana w Siemianowicach Śląskich na cmentarzu parafialnym przy ul. Michałkowickiej. Jej imię nadano Miejskiej  Bibliotece Publicznej w Siemianowicach 6 marca 2020 roku. W holu biblioteki znajduje się poświęcona jej tablica pamiątkowa.  Miała stać się częścią szlaku kobiet siemianowickich, który pragnął założyć Krystian Hadasz, dyrektor Muzeum Śląskiego w Katowicach.

## Nagrody i odznaczenia
- Złoty Krzyż Zasługi[12]
- Odznaka honorowa „Za Zasługi dla Turystyki”[12]
- Złota Odznaka Zasłużony w pracy PTTK wśród młodzieży[1]
- Złota Odznaka Polskiego Towarzystwa Schronisk Młodzieżowych[1]
- Medal im. dr. Henryka Jordana[13]